# Los Galguitos
Los Galguitos es una Localidad del municipio de San Andrés y Sauces, en la isla canaria de La Palma, situado entre el Barranco de Los Galguitos y el de San Juan, separándolo del municipio de Puntallana y del barrio de Las Lomadas respectivamente. El poblamiento es disperso, y está dividido entre las entidades de El Tanque, Fuente Nueva, Garachico, Llano de La Palma, San Juan y El Roque. Una serie de pequeños barrancos accidentan el terreno y crean diversos lomos en los que se escalonan las antiguas viviendas, a ambos lados de los caminos que los recorren. Las construcciones más recientes prefieren los márgenes de la carretera general que atraviesa Los Galguitos por su medianía. 
En el pasado fue una zona de vid, si bien a mediados del siglo XIX se implanta el cultivo de tunera para la extracción de la cochinilla. En el siglo XX se implanta la platanera en la costa, mientras que en medianías continuaron los cultivos de subsistencia. Los grandes cambios agrícolas se han producido en la década de 1960, cuando llega el agua procedente de las galerías de Barlovento.

## Historia
Tras la conquista castellana, San Andrés fue el segundo municipio tras Santa Cruz de La Palma en importancia económica contando con dos de los cinco escribanos con los que contaba la isla.
Tras la crisis del azúcar, se unió a Los Sauces, lugar donde vivía la clase obrera dedicada principalmente a los molinos de agua y trapiches azucareros.
El Ayuntamiento de San Andrés y Sauces  fue inaugurado en 1939, obra del Arquitecto D. José Enrique Marrero Regalado y aparejador D. Agustín Benítez Lorenzo, siendo la empresa a quien le adjudican la obra a Construcciones y Obras S.A.

## Clima
En el archipiélago de San Andrés y Providencia las temperaturas máximas muestran un promedio multianual de 30.0 °C, siendo los meses de abril a octubre los que presentan mayores valores, con promedios entre 29.9 °C y 30.4 °C. Asimismo, la temperatura promedio anual es de 27.4 °C, con rango que fluctúan durante todo el año entre 26.6 °C y 28.0 °C, siendo febrero y junio el de menor y mayor valor respectivamente.  La temperatura mínima tiene su promedio máximo en el mes de mayo, con un valor de  25.9 °C y un promedio mínimo en el mes de febrero con un valor de 24.7 °C.

## Turismo
Entre sus lugares turísticos tenemos a:
- Iglesia de Nuestra Señora de Montserrat
- La Alameda
- Plaza de Nuestra Señora de Monserrat
- Puente de los sauces
- Los sauces
- Casa cuartel de la Guerra Civil
- Plaza de San Andrés
- Iglesia de San Andrés
- Hornos de Cal
- La cuevita
- Piscinas naturales el charco azul

## Demografía
En las Constituciones Sinodales del obispo Pedro Dávila y Cárdenas de 1737 aparece con 30 vecinos (150 habitantes), y dos ermitas, la de San Sebastián y la de San Juan Bautista. En 1991 contaba con 728 habitantes, en 2012, 566. 
| 2002 | 2003 | 2004 | 2005 | 2006 | 2007 | 2008 | 2009 | 2010 | 2011 | 2012 |
| ---- | ---- | ---- | ---- | ---- | ---- | ---- | ---- | ---- | ---- | ---- |
| 638  | 618  | 605  | 605  | 599  | 605  | 583  | 586  | 578  | 583  | 566  |